# مناضل عنتر
مناضل عنتر هو المدير الفني لفرقة الرقص المسرحي المعاصر ولد في مدينة القاهرة، مصر في الأول من مايو. حاصل علي دبلومة المعهد العالي للباليه وبكالوريوس المعهد العالي للباليه انضم لفرقة الرقص المسرحي الحديث. حصل علي منحتين في الرقص المعاصر من انجلترا وأمريكا شارك بالعديد من ورش العمل مع كبار المصممين من خلال الفرقة وخارجها بدأ كراقص بالفرقة ثم مساعد ثم مدير فني ثم مخرج. وتم ترشحيه لهذا المنصب بالفرقة تحت قيادة إيناس عبد الدايم رئيس دار الأوبرا المصرية عام 2011 

## أعماله الفنية
1. عام 2008 قدم عرضه الأول الآلات
2. عام 2010 قدم عرضه الثاني أحلام الإنسان السبعة وهو جزء من مشروع تخرج دفعة جديدة من مدرسة الرقص الحديث
3. عام 2012- 2013 قدم عرضين أعمق مما يبدو علي السطح[1]
4. عام 2014 قدم عرض مولانا رواية إبراهيم عيسى[2] وفاز بجائزة أفضل استعراضات عن عرض مولانا بالمهرجان القومي للمسرح المصري 2014.[3][4]